# 北村信正
北村 信正（きたむら のぶまさ、1914年 - 2010年）は、日本の造園家。長く東京都職員として、都の造園事業に従事。日本梅の会会長。造園業の東洋造園土木株式会社の会長もつとめた。
茨城県水戸市生まれ。水戸高等学校 (旧制)理科乙種を経て、東京帝国大学農学部林学科卒業後、1938年東京市に入り現場監督助手を務める。その後軍の幹部候補生部隊に入隊し、工兵となって大陸に渡る。終戦後はシベリア抑留を3年間の後に帰国し、東京都に奉職。1957年に「遊び場研究会」を発足。1961年公園緑地部技術課長。東京都は公園緑地部長を最後に退職後、日本造園学会副会長、初代東京都造園緑化業協会副会長、国際造園家協会IFLA日本代表国際会議副会長、財団法人東京慰霊堂協会理事長、日本庭園協会理事など、各種緑地関係の団体役員を歴任。
1977年、建設大臣表彰。1984年、日本造園学会第二回上原敬二賞、ほか第28回日本公園緑地協会北村賞、第1回佐藤国際交流賞受賞。おもな作品にシアトル・ワシントン大学日本庭園（飯田十基と、1960年）など。2010年没。

## おもな著書
- 計画と設計の実際、（監修）技報堂 , 1972年 (造園実務集成 公共造園篇 )
- 造園施工の実際、（監修）技報堂 , 1973年 (造園実務集成 公共造園篇 )
- 造園管理の実際 : 付 / 技報堂 , 1973年 (造園実務集成 公共造園篇 )
- 造園施工管理、（監修）技報堂出版 , 1987.2年 (造園実務集成 公共造園篇 )
- 清澄庭園、著 / 郷学舎 , 1981.5 ( 東京公園文庫 18 )
- 旧古河庭園、著 / 郷学舎 , 1981.8 ( 東京公園文庫 29 )
- 小金井公園、著 / 郷学舎 , 1981.9 ( 東京公園文庫 34 )
- 清澄庭園、著 / 東京都公園協会 , 1981.5 ( 東京公園文庫 18 )
- 旧古河庭園、著 / 東京都公園協会 , 1981.8 ( 東京公園文庫 29 )
- 小金井公園、他著 / 東京都公園協会 , 1981.9 ( 東京公園文庫 34 )
- 小金井公園 著 . 改訂版 / 東京都公園協会 , 1995.3 ( 東京公園文庫 ; 34 )
- 旧古河庭園 / 第2版 / 東京都公園協会 , 2002.3 ( 東京公園文庫 ; 29 )